# ザウエル&ゾーン 38H
ザウエル＆ゾーン 38H（Sauer&Sohn 38H）は、ドイツのズールに拠点を置くザウエル&ゾーン社が開発した自動式拳銃である。第二次世界大戦中には、ドイツ国防軍の陸軍、空軍及びドイツ警察に制式採用された。

## 概要
同社のモデル30自動式拳銃の発展型で、全体的に大型化が図られた。38HのHはHahnの頭文字で、ハンマー(撃鉄)装備を意味する。外面からはハンマーが見えないが、撃発機構に内蔵式ハンマーを使用する。
フレームの左側面にデコッキングレバーとマガジンリリースボタンがある。二番目の生産型を除き、マニュアルセーフティは無い。ハンマーが起きた状態でデコッキングレバーを押し下げるとハンマーが戻され、薬室に弾薬があっても安全に携帯できた。デコッキングレバーを押し上げるとハンマーを起こして、再び射撃準備が整う。引き金の根元には貫通孔があり、この孔が見えていると安全位置、引き金が下がって孔が隠れていると撃発位置であることを示した。薬室に弾薬があると、スライドの後端にインジケータピンがせり出した。また、マガジンを挿入しないと発砲できないマガジンセーフティを装備していた。
38Hの固定銃身、シンプルブローバック方式、内部構造はSIG SAUER P230、マニュアルセーフティを無くしてデコッキングレバーが安全装置の役割をする特徴はSIG SAUER P220へ、スイスのSIG社と共同開発した拳銃にそれぞれ引き継がれた。レバー操作でハンマーを引き起こす機能は、H&K P9Sでも採用された。
1938年から1945年までに大きく分けて三つの型が製造された。最初の生産型はスライド左側に「JP Sauer und Sohn」と「CAL 7.65」が刻印された。二番目の生産型では、スライドの左側面にマニュアルセーフティが追加された。三番目の生産型ではスライドの刻印が「CAL 7.65」のみとなり、マニュアルセーフティも廃止された。
当初は警察向けに生産されたが、1939年からは軍用として配備が始まり、陸軍の戦車兵や空軍の航空兵の自衛用として広く使われた。数万丁以上が生産されたとみられている。

## 参考資料
「ドイツ軍用ピストル図鑑1901-1945」(ホビージャパンMOOK 625)、ホビージャパン